# 태양광 발전

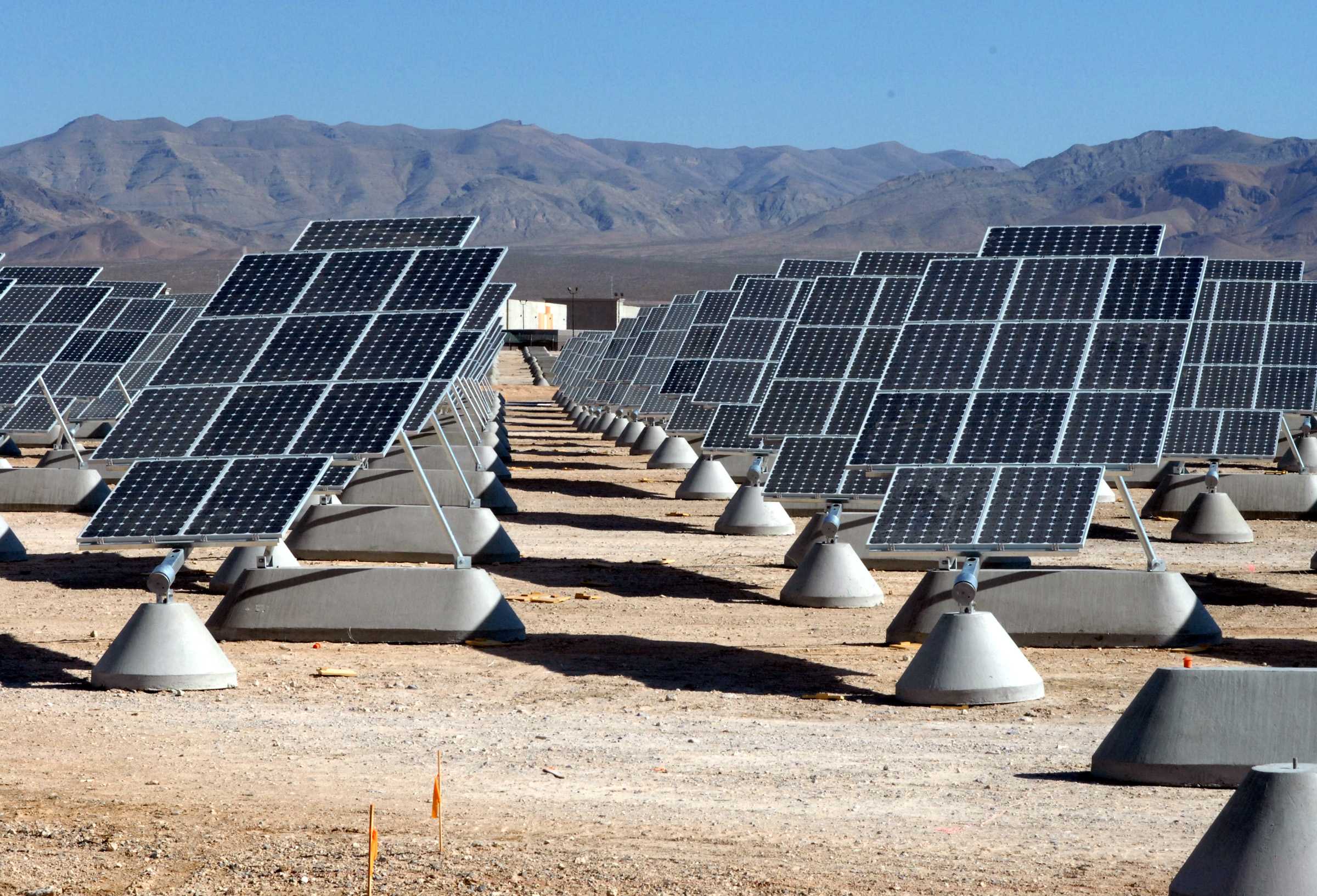
미국의 한 공군 기지에 있는 태양광 발전소.

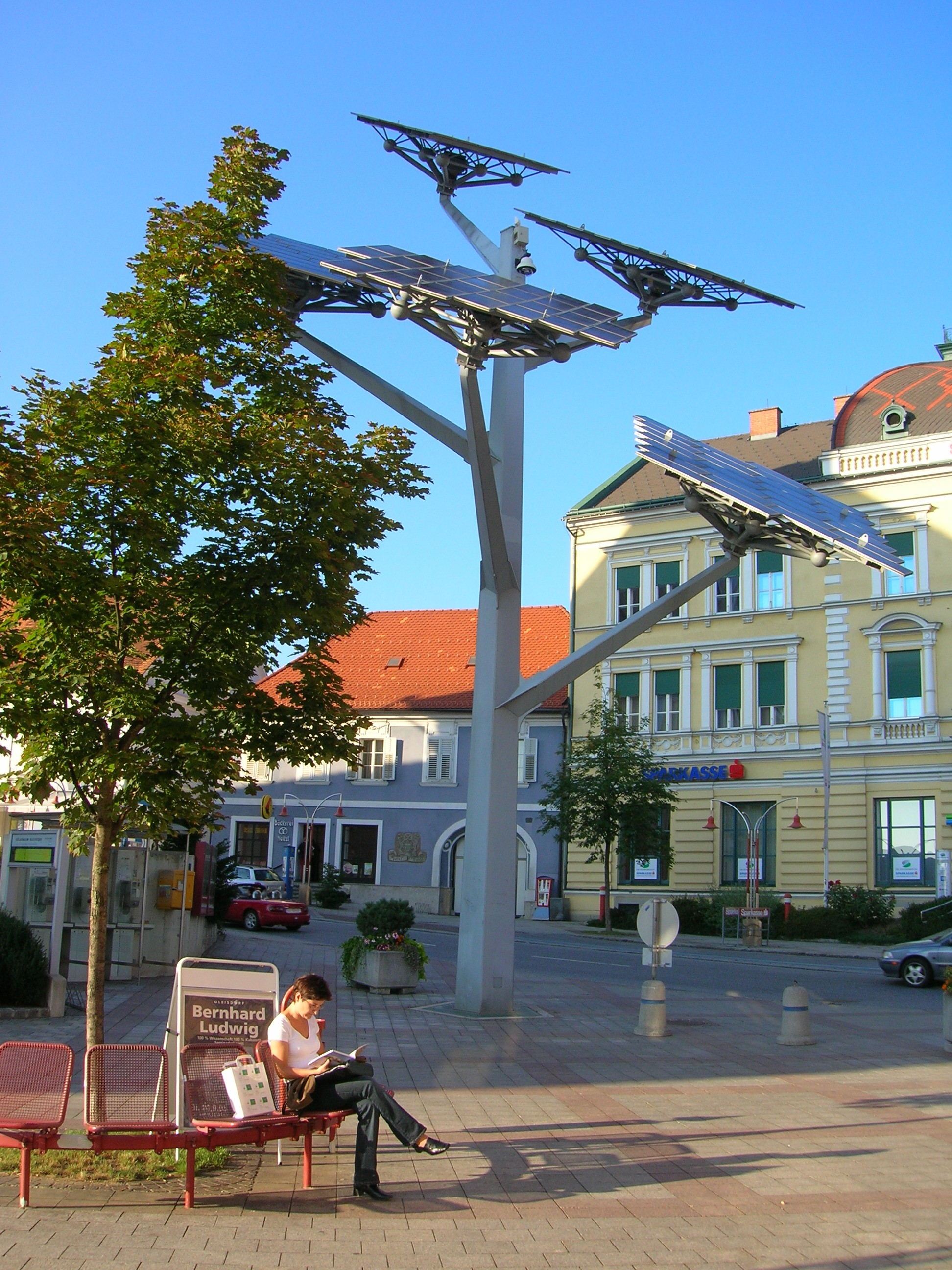
오스트리아에 있는 나무 모양으로 된 태양광 발전 시스템.

태양광 발전(太陽光發電, photovoltaics, PV)은 광전 효과를 나타내는 반도체 소자를 이용하여 햇빛을 전기(직류)로 변환하는 기술이다. 태양광 발전은 여러 개의 태양 전지들이 붙어 있는 태양광 패널을 이용한다. 재생가능 에너지에 대한 수요가 증가함에 따라, 태양 전지와 태양광 어레이의 생산도 크게 늘어나고 있는 추세이다.
태양광 발전량은 1년마다 80 배씩 증가하였으며, 2002년 이래로 매년 평균 48%의 성장을 하였고, 에너지 기술 분야에서 가장 빠르게 성장하고 있는 분야이다. 잠정적인 자료에 의하면 1997년 말에, 전 세계의 누적 생산량은 12,400MW였다. 이 생산 능력의 약 35%는 계통연계형으로 이루어져 있다. 설치는 지상 또는 건물일체형 태양광 발전(Building Integrated Photovoltaic 또는 BIPV)으로 알려진 건물의 지붕이나 벽면이다.
태양광 전기에 대한 특혜 적인 기준 가격 의무 구매제와 요금 상계제 같은 재정적인 장려 책은 호주, 독일, 이스라엘, 일본 그리고 미국을 포함한 많은 나라에서 태양광 발전 설비의 설치를 확대하도록 했다.

## 특징
전지 작동수명에 대한 갑론을박이 존재한다. 반영구적인 사용이 가능하다는 주장과 10년 이내에 작동효율이 절반 이하로 줄어든다는 주장이 맞선다. 그 외에 태양 전지를 사용해서 유지 보수가 간편하며, 무공해ㆍ무제한의 태양 에너지원을 사용하는 점 등으로 미래의 대체 에너지원으로 각광 받을 것으로 보인다. 하지만 패널 값이 비싸 초기 투자비가 부담되고 있다.
현재 효율은 15~18%내외이다.

## 발전단가
한국의 경우, 발전단가가 원전 60.7원/kWh, 석탄 91.2원/kWh, LNG 114.6원/kWh, 태양광 120원/kWh이고, 한전의 평균 구입 단가는 110원/kWh이다. 이에 비하면, CSP 발전단가 8128원/kWh 은 매우 비싼 편이다.
2020년 6월 1일, 아부다비 전력청은 알 다프라 태양광발전 프로젝트를 위한 독립발전사업자(IPP; Independent Power Producer) 입찰을 진행한 결과, 5개의 입찰자 가운데 세계 최저 가격인 kWh당 미화 1.35센트(약 16.5원)를 제시한 컨소시엄을 최종 선정했다고 밝혔다. PV 발전단가가 16.5원/kWh 이면, 원전 보다 4배 저렴하다는 의미이다.
독일도 태양광이 MWh당 74달러(82.4원/kWh) 수준으로 가격이 지속적으로 하락하고 있을 뿐만 아니라 기존 가스나 석탄보다도 싼 가격에 전기를 공급하고 있다.

## CSP
거울로 집광해서 증기 터빈을 돌리는 것은 CSP 태양광 발전, 반도체인 태양전지로 발전하는 것은 PV 태양광 발전이라고 한다. CSP는 집광형 태양광 발전 참조.

## 같이 보기
- 태양 에너지
- 태양열 발전
- 태양전지
- 진코 솔라
- 솔라테라스